# Міклош Шаркань
Міклош Шаркань (угор. Miklós Sárkány, 15 серпня 1908 — 20 грудня 1998) — угорський ватерполіст.
Олімпійський чемпіон 1932, 1936 років.